# 百家村街道
百家村街道，是中华人民共和国河北省邯郸市复兴区下辖的一个乡镇级行政单位。

## 行政区划
百家村街道下辖以下地区：
邯钢四社区、五一八社区、三局六处一社区、三局六处二社区、百家社区、一五零发电厂社区、邯钢一社区、邯钢二社区、邯钢三社区和光华苑社区。